# L'Arbre de la connaissance
Pour plus de détails, voir Fiche technique et Distribution.
L'Arbre de la connaissance (Kundskabens træ) est un film dramatique danois écrit et réalisé par Nils Malmros et sorti en 1981. Le sujet du film est le passage à l'âge adulte.

## Fiche technique
- Titre original : Kundskabens træ
- Titre français : L'Arbre de la connaissance
- Réalisation : Nils Malmros
- Scénario : Nils Malmros, Frederick Cryer
- Photographie : Jan Weincke (da)
- Montage : Merete Brusendorf, Janus Billeskov Jansen
- Musique : Per Hillers Danseorkester
- Pays d'origine : Danemark
- Langue originale : danois
- Format : couleur
- Genre : dramatique
- Durée : 110 minutes
- Dates de sortie :
  - Danemark : 13 novembre 1981

## Distribution
- Eva Gram Schjoldager : Elin
- Jan Johansen : Niels Ole
- Line Arlien-Søborg : Anne-Mette
- Marian Wendelbo : Elsebeth
- Gitte Iben Andersen : Lene
- Lone Elliot : Majbrit
- Astrid Holm Jensen : Ina
- Brian Theibel : Willy Bonde
- Bo von Der Lippe : Jørn
- Marin Lysholm Jepsen : Helge
- Morten Nautrup : Flemming
- Anders Ørgård : Gert
- Dan Rørmand Brøgger : Torkild
- Lars Spang Kjeldsen : Søren Roland
- Nicolaj Flensborg : Kaj
- Lars Hjort Frederiksen : Carsten
- Hanne Sørensen : Mona
- Anne-Mette Kjøller Warlo : Joan
- Malene Darre : Loppe
- Anne-Mette Brinch Andersen : Gås
- Merete Voldstedlund : Anne-Mettes mor
- Erno Müller : Hr. Særlang
- Karin Flensborg : Elins mor
- Arne Ringgaard : Danselærer
- Jørgen Nygaard : Rektor
- Svend Schmidt-Nielsen : Skovfogeden
- Birgit Rafman : Fru Rafman
- Christian Svendsen :
- Norma Nissen : Fru Scheel
- Per Cortes : Musiklæreren
- Margit Due : Bagerjomfruen
- Uffe Bak : Gymnastiklæreren
- Rikke Malmros : Gymnastiklærerinden
- Thorkild Tromholt : Pianist
- Jeanette Hede : Niels-Ole's mor
- Jørn Bjerre Andersen :
- Karen Møller : Fru Andersen
- Knud Andreasen : Elins far
- Per Hillers' Danseorkester : Orkester
- Saratoga Jazz Band : Orkester